# ماجراجویان (فیلم ۱۹۲۶)
ماجراجویان (انگلیسی: The Adventurers) فیلمی در ژانر ماجراجویی است که در سال ۱۹۲۶ منتشر شد.

## بازیگران
- هری لیتکه
- ارنا مورنا
- پل بینسفت
- ادوارد فون وینترشتاین
- مدی کریستیانس
- ارنست هوفمان